# Chicago Reader
El Chicago Reader  es un semanario alternativo estadounidense de Chicago, Illinois, que destaca por su estilo de periodismo literario y su cobertura de las artes, especialmente el cine, la televisión y el teatro.

## Historia
El semanario fue fundado por un grupo de amigos del Carleton College en 1971.
En julio de 2007, el medio fue vendido a la empresa Creative Loafing, una editorial con publicaciones en Atlanta, Charlotte, Tampa y Sarasota. Creative Loafing se declaró en quiebra en septiembre de 2008 y un año después fue adjudicada a la compañía Atalaya Capital Management, que había prestado 30 millones de dólares para pagar la mayor parte del precio de compra del Reader y el Washington City Paper.
El 22 de junio de 2020 y citando una caída del 90% en los ingresos publicitarios debido a los cierres por la pandemia del COVID-19, anunció que pasaba de ser una publicación semanal a una quincenal, con un enfoque renovado en el contenido digital y la narración y un calendario actualizado de ediciones especiales.